# Rick Warren
Richard Duane Warren (San José, California; 28 de enero de 1954) es un teólogo, predicador, misionero, erudito bíblico, pastor bautista y escritor estadounidense conocido por ser el fundador de la Iglesia Saddleback localizada en Lake Forest siendo esta una de las ocho congregaciones más grandes de los Estados Unidos en la actualidad.
También es uno de los autores de libros cristianos mejor vendidos, incluyendo su guía de evangelismo y ministerio de la iglesia Una Iglesia con propósito, que ha desencadenado una serie de conferencias sobre evangelismo y ministerios cristianos. Pero quizás sea más conocido por su siguiente obra, catalogada como devocional, Una vida con propósito, la cual ha sido vendida en más de 30 millones de copias, solo en español, colocando a Warren en la lista de escritores de mayores ventas del New York Times.
Desde 2022, se desempeña como director de la coalición misionera Finishing the Task.

## Biografía

### Primeros años y educación
Richard Duane Warren nació en San José, California, el 28 de enero de 1954 hijo de Jimmy y Dot Warren. Su padre era un ministro bautista, su madre una bibliotecaria de secundaria. Se crio en Ukiah, California y se graduó de la escuela secundaria Ukiah en 1972, donde fundó el primer club cristiano en el campus de la escuela.
Estudió en la Universidad Bautista de California en Riverside, California y obtuvo una Licenciatura en Artes, luego estudió en el Seminario Teológico Bautista del Suroeste en Fort Worth, Texas y obtuvo una Maestría en Divinidad en 1979. También estudió en el Seminario Teológico Fuller en Pasadena, California y obtuvo un Doctorado en Ministerio.

### Ministerio
Warren dice que fue llamado al ministerio de tiempo completo cuando era un estudiante de 19 años en la Universidad Bautista de California . En noviembre de 1973, él y un amigo se saltearon las clases y manejaron 350 millas para escuchar la predicación de WA Criswell en el Hotel Jack Tar en San Francisco.  Warren esperó después para darle la mano a Criswell, quien se centró en Warren y dijo: "¡Me siento guiado a ponerte las manos encima y a orar por ti!".
Durante su tiempo en el Seminario Teológico Bautista del Suroeste, Warren trabajó en Texas Ranch for Christ, una instalación ministerial de Billie Hanks Jr., donde comenzó a escribir libros. Coescribió dos libros, The Victory Bible Memory Series y Twelve Dynamic Bible Study Methods for Laity , con Hanks y Wayne Watts.

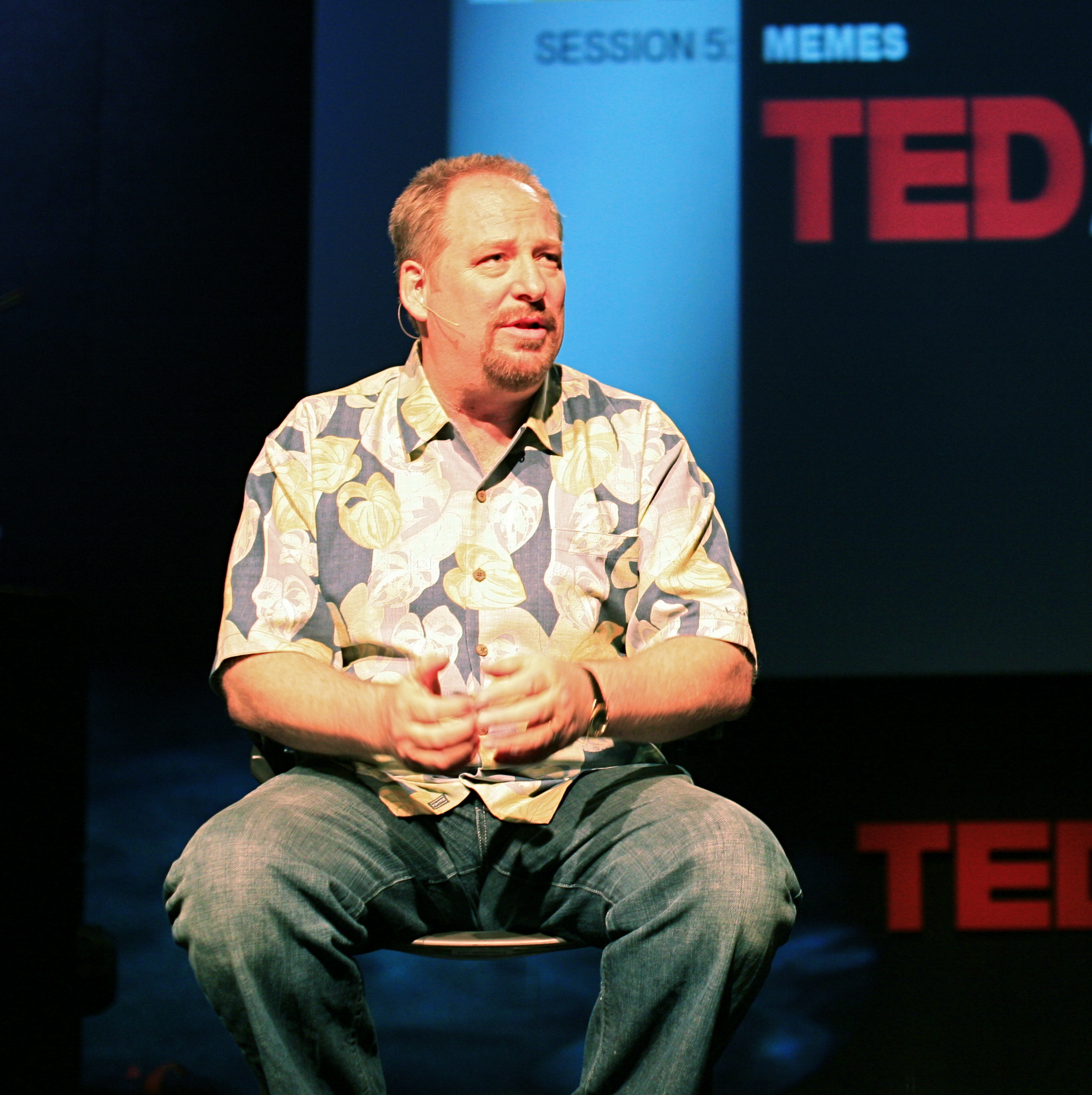
Rick Warren en 2006

En 1979, Rick Warren recién graduado en teología, se establecerá con su esposa Kay en el área de Saddleback Valley, en Condado de Orange (California). Él comienza a sondear a las personas en su vecindario para averiguar qué les impide venir a la iglesia. Las respuestas que surgen son aburrimiento, distancia de la vida cotidiana, falta de bienvenida para los visitantes, insistencia en el dinero y programas inadecuados para los niños. Es con estas preocupaciones que la iglesia comienza en 1980, por un grupo de estudio de la Biblia, con siete personas, el pastor Rick Warren y su esposa, en su condominio. El primer servicio tiene lugar en el gimnasio de una escuela secundaria el día de Pascua en 1980.
En 1995, publicó el libro Una Iglesia con propósito que será un superventas unas semanas después de su publicación.
En 2002, publicó el libro Una vida con propósito que será un superventas tan pronto como se publicó. En 2019, se vendieron 32 millones de copias en más de 85 idiomas.
Como un estratega global, Dr. Warren informa fe sectores y dirigentes en el público, privado, el desarrollo del liderazgo, pobreza, salud, educación y fe en la cultura. Ha sido invitado a hablar en las Naciones Unidas, el Foro Económico Mundial en Davos, la Unión Africana, el Consejo de Relaciones Exteriores, de Harvard Kennedy School of Government, Cumbre Mundial de la salud del tiempo y numerosos congresos del mundo. 
Como teólogo, el Dr. Warren ha dictado conferencias en Oxford, Cambridge, la Universidad del judaísmo, la sociedad teológica evangélica y numerosos seminarios y universidades. Sus seis libros son conocidos para explicar la teología de manera comprensible y han sido traducidos a más de 50 idiomas. Dr. Warren dice que enseña teología sin utilizar términos teológicos y diciendo a la gente es teología. Su último libro, la vida con propósito, ha vendido 25 millones de copias y es el libro más vendido de tapa dura en la historia estadounidense, según la editorial semanal.
En 2005, durante la convención del centenario de la Alianza Mundial Bautista, afirmó que el retiro de la Convención Bautista del Sur de la Alianza, fue un error ya que las diferencias teológicas no deben impedir la comunión con otras iglesias.
Durante las elecciones presidenciales de Estados Unidos 2008, Rick Warren fue anfitrión del Foro Civil para la Presidencia, en su propia iglesia y con ambos candidatos Barack Obama y John McCain.
El 20 de enero de 2009, Warren fue elegido para dirigir una oración en la ceremonia de inauguración del 44.º presidente de los Estados Unidos, Barack Obama.
En 2010, Warren fue elegido para dirigir una oración en la ceremonia de investidura del presidente de Ruanda, Paul Kagame. Desde esa fecha forma parte del Consejo Asesor Presidencial de esta última.
En enero de 2022, se convirtió en director de Finishing the Task, una coalición misionera.
En agosto de 2022, Warren renunció como pastor principal mientras mantenía un rol de pastor fundador.
En mayo de 2023, fue nombrado cancelario del Colegio Spurgeon en Londres.
En junio de 2023, después de que la Iglesia Saddleback fuera excomulgada de la Convención Bautista del Sur por contratar a una pastora, defendió la ministerio pastoral de mujeres durante la convención annual.

## Puntos de vista políticos y sociales
La combinación del tono de Warren sobre temas políticos centrales para los evangélicos de Estados Unidos y su preocupación por los problemas sociales ha resultado en la caracterización de Warren como uno de una "nueva generación de líderes evangélicos".  También ha sido malinterpretado por los medios de comunicación, según Warren, indicando un cambio de posición sobre los temas evangélicos tradicionales, un cambio que él niega rotundamente.
En una conversación con el autor ateo Sam Harris en la revista Newsweek, Warren se pronunció en contra de la evolución y a favor del creacionismo . También dijo, cuando se le preguntó si la religión es beneficiosa para la sociedad, que dictadores brutales como Mao Zedong , Iósif Stalin y Pol Pot eran todos ateos.
En una entrevista de Larry King Live de 2005 , durante la controversia de Terri Schiavo, Warren afirmó que negarle la alimentación a Schiavo, una mujer en un estado vegetativo persistente , "no era un problema de derecho a morir". Explicó sus preocupaciones sobre la decisión de quitarle la sonda de alimentación: "Temo el día, que si empezamos a decir, bueno, no tienes derecho a vivir si tienes una discapacidad mental o si tienes una discapacidad física o emocional". discapacitados... simplemente no los vamos a alimentar más. Para mí, eso es una atrocidad digna del nazismo ".
En Hardball con Chris Matthews , después de repetidas preguntas sobre por qué Michael Schiavo querría que le quitaran la sonda de alimentación a su esposa, Warren respondió: "No tengo idea. Bueno, no sé. Hay mil razones por las que podrías especular. ¿Y si ella viniera?" ¿Salió de este estado y tuvo algo que decir que no quería decir?
Dos semanas antes de las Elecciones presidenciales de Estados Unidos de 2008, Warren emitió una declaración a su congregación respaldando la Proposición 8 (California) que enmendaría la Constitución del Estado de California para eliminar el derecho de las parejas del mismo sexo a casarse,  una posición consistente con la posición oficial de la denominación de su iglesia, la Convención Bautista del Sur. Después de la aprobación de la medida, la iglesia de Warren y otros fueron atacados por los manifestantes.
En una entrevista con Beliefnet a principios de diciembre de 2008, Warren nuevamente generó controversia al parecer equiparar los matrimonios entre personas del mismo sexo con los matrimonios entre hermanos, los matrimonios entre múltiples parejas y los matrimonios entre adultos y menores. Más tarde lanzó un mensaje de video explicando que no equipara las relaciones homosexuales con el incesto o la pedofilia, pero que se opone a la redefinición del matrimonio. Cuando Chelsea Clinton le preguntó sobre su opinión sobre el matrimonio entre personas del mismo sexo en diciembre de 2012, dijo que reconocía que podría legalizarse en todo Estados Unidos, pero agregó que, basándose en su creencia en la Biblia, no lo "aprobaba", ni creó que fuera "correcto". Dijo que usar la palabra "matrimonio" para describir las parejas del mismo sexo equivalía a una "redefinición" de la palabra, sugirió que la palabra pertenecía a la cultura dominante (a personas religiosas o heterosexuales) porque la palabra se ha usado para "mucho tiempo".
En una entrevista de diciembre de 2012, Warren dijo públicamente que la libertad religiosa será el tema de los derechos civiles de la próxima década. Denunció públicamente el historial del presidente Obama en materia de libertad religiosa, diciendo que Obama era "absolutamente hostil" a la religión.

En un artículo de mayo de 2014 en The Washington Post , Warren expresó su apoyo a David y Barbara Green, los propietarios de Hobby Lobby, en el caso Burwell v. Hobby Lobby Stores, Inc. ante la Corte Suprema de los Estados Unidos El caso se centró en la solicitud de la compañía de una exención religiosa a ciertas partes del mandato de la Ley de Protección al Paciente y Cuidado de Salud a Bajo Precio de que las compañías brinden seguro médico a los empleados. Warren escribió:
"La Administración quiere que todos le den al César no solo lo que es del César sino también lo que es de Dios. Si gana, el primer propósito sobre el cual se fundó Estados Unidos se vería gravemente dañado"

## P.E.A.C.E. Plan
En 2003, Iglesia Saddleback, Kay y Rick Warren fundaron el P.E.A.C.E. Plan, un programa  humanitario de desarrollo para iglesias.

## Vida personal
Warren está casado con Elizabeth K. Warren (Kay). Tienen tres hijos adultos (Josh, Amy y Matthew que se suicidó a la edad de 27 años) y dos nietos. Considera que Billy Graham es su mentor.
En 2006, después del éxito de su libro "Una vida con propósito", afirmó haber tomado la decisión de "revertir el diezmo", donando el 90% de sus ingresos a tres fundaciones y ya no recibir un salario de la iglesia.

## Controversias

### Visión tradicional del matrimonio
En diciembre de 2008, cuando se anunció que Warren encabezaría una oración en la toma de posesión del presidente Barack Obama en enero, los medios de comunicación criticaron la elección, acusando a Warren de discurso de odio porque había escrito en una carta a su iglesia en octubre que creía en la definición bíblica del matrimonio entre un hombre y una mujer no debe cambiarse. Unos meses antes, en junio de 2008, dijo que había desarrollado buenas relaciones con varias personas homosexuales gracias al ministerio de la iglesia para las personas que viven con VIH/SIDA, sin tener que comprometer sus creencias bíblicas y estar de acuerdo en todos los temas. El presidente Obama defendió a Warren, recordando que lo habían invitado a hablar en Saddleback, a pesar de sus diferentes puntos de vista sobre los homosexuales, y que era este tipo de diálogo pacífico lo que quería implementar al invitar a Warren. En otro lado, algunos pastores evangélicos han criticado a Warren por no ser lo suficientemente militante contra el matrimonio entre personas del mismo sexo y el aborto. A estos críticos, les respondió que ponían demasiada atención en la lucha contra el matrimonio entre personas del mismo sexo y el aborto.

### Trabajo social con musulmanes
En 2009 y 2012, los pastores evangélicos también lo criticaron por asistir a conferencias islámicas y su invitación a trabajar con musulmanes para resolver problemas globales. El 4 de julio de 2009, en la Convención Anual de la Sociedad Islámica de América del Norte (ISNA por sus siglas en inglés) manifestó que "las dos mayores religiones del planeta" deben trabajar juntos para luchar y resolver los problemas mundiales. Rick Warren fue calurosamente recibido por la audiencia musulmana, muchos de ellos quisieron fotografiarse junto al "pastor con propósito" y durante su intervención muchos tomaron notas y no faltaron los aplausos cuando la asamblea se sintió animada por sus palabras. A estas críticas respondió que buscaba ser amigo de todos como Jesucristo.

### Posición ecuménica y acercamiento a ritos católicos
En los últimos años, Rick Warren ha asumido una postura favorable al ecumenismo, promoviendo el diálogo y la colaboración entre distintas tradiciones cristianas. Como parte de ese enfoque, ha sostenido encuentros con líderes católicos, incluidos encuentros con el papa Francisco en el Vaticano, en el marco de iniciativas relacionadas con la unidad de los cristianos y el fortalecimiento de la familia. En 2014, Warren fue uno de los oradores principales en una conferencia internacional sobre el matrimonio y la familia organizada por la Santa Sede, donde participaron líderes de diversas religiones. En varias ocasiones ha expresado su aprecio por elementos de la espiritualidad católica, subrayando la importancia de centrarse en lo que une a los cristianos más allá de las diferencias doctrinales. 

En una entrevista con el canal católico EWTN, Warren compartió que tras el suicidio de su hijo Matthew en 2013, tanto él como su esposa encontraron consuelo espiritual en la recitación de la Coronilla de la Divina Misericordia, una oración tradicional católica asociada al rosario. Según sus declaraciones, esta práctica les ministró profundamente en medio del duelo, ayudándoles a experimentar paz y esperanza. 

## Premios y reconocimientos
- El Time Magazine lo nombró uno de los "15 líderes mundiales que importaban más en 2004"[52]
- El Time Magazine lo nombró en 2005 una de las "100 personas más influyentes en el mundo".[53]
- U.S. News & World Report lo nombró en 2005 uno de los "25 mejores líderes de América ."[54]
- Newsweek lo nombró en 2006, como una de las "15 personalidades que hicieron a Estados Unidos más grande".[55]

## Libros
- El Plan Daniel: 40 días para una vida más saludable ( ISBN  978-0310344292 )
- Una vida con propósito (The Purpose Driven Life), Vida, 2002 ( ISBN 0-310-20106-3 , 9780310201069 )
- Una Iglesia con propósito (The Purpose Driven Church), Vida, 1999 ( ISBN 031033750X , 978-0310337508 )
- Respuestas a las preguntas difíciles de la vida ( ISBN 0-9660895-2-9 )
- El poder de cambiar tu vida ( ISBN 0-9660895-1-0 )
- ¿Para qué diablos estoy aquí? Folleto ( ISBN 0-310-26483-9 )
- Métodos de estudio de la Biblia de Rick Warren (anteriormente, "Métodos de estudio de la Biblia personal") ( ISBN 0-9660895-0-2 )
- El propósito de la Navidad ( ISBN 978-1416559009 )
- Palabras para amar por ( ISBN 0310752825 , 978-0310752820 )
- El gran amor de Dios por ti ( ISBN 0310752477 , 978-0310752479 )
- Los grandes planes de Dios para mí ( ISBN 0310750393 , 978-0310750390 )
- El Padrenuestro ( ISBN 0310758505 , 978-0310758501 )
- Una vida con propósito: 100 devociones ilustradas para niños ( ISBN 0310766745 , 978-0310766742 )